# Interstate 335
Pour les articles homonymes, voir Route 335.
L'interstate 335 est une autoroute inter-États auxiliaire de l'interstate 35 entre Emporia et Topeka. Elle a une longueur de 50 miles.
L'autoroute fait partie du Kansas Turnpike (I-35, I-335, I-470 et I-70). De plus, elle ne possède qu'une sortie durant ses 50 miles, soit la sortie 147. Étant donné que l'autoroute fait partie du Turnpike, c'est une route à péage et la limite de vitesse est 121 km/h. Elle possède quatre voies, deux dans chaque direction.

## Description du tracé
L'I-335 commence à Emporia, à sa jonction avec l'interstate 35 en direction de Kansas City ou de Wichita. Ensuite, le tracé est plutôt banal : l'autoroute traverse les terres agricoles du Kansas dans la direction nord-est/sud-ouest (miles 127-177). Au mile 147, la seule sortie de l'autoroute a été construite, soit en direction de la US route 56. Au mile 177, au sud-ouest du centre-ville de Topeka, l'interstate 335 croise l'I-470, autoroute de contournement de Topeka, capitale de l'État. De plus, à cette jonction, le Kansas Turnpike continue sous le nom de I-470, ce qui met donc fin à l'I-335.

## Liste des Sorties
Les numéros de sortie sont basés sur ceux de l'I-35, comme si cette dernière avait poursuivi son tracé.
| Interstate 335 |              |       |       |        |                                                                 |                                                                                                 |
| Comté          | Municipalité | mi    | km    | Sortie | Intersections / Destinations                                    | Notes                                                                                           |
| Lyon           | Emporia      | 0,00  | 0,00  | 127    | I-35 (Kansas Turnpike) – Emporia, Kansas City, Wichita          | Terminus sud; la route continue vers le sud via l'I-35 sud; indiqué sortie 127 pour l'I-35 nord |
| Lyon           | Miller       | 20,00 | 32,00 | 147    | US 56 - Osage City/Herington                                    |                                                                                                 |
| Shawnee        | Topeka       | 50,13 | 80,68 | 177    | I-470 (Kansas Turnpike) vers I-70 - Topeka, Kansas City, Denver | Terminus nord                                                                                   |
|                |              |       |       |        |                                                                 |                                                                                                 |

## Voir Aussi
- (en) Cet article est partiellement ou en totalité issu de l’article de Wikipédia en anglais intitulé « Interstate 335 » (voir la liste des auteurs).